# Inspektor George Gently
Inspektor George Gently (Inspector George Gently) – brytyjski serial kryminalny z Martinem Shaw w roli tytułowej, oparty na serii powieści kryminalnych Alana Huntera. Serial był emitowany w latach 2007–2017 i składa się z 25 odcinków podzielonych na 8 serii.

## Fabuła
Akcja filmów rozgrywa się w latach 1964–1970 w północno-wschodniej Anglii, głównie w Newcastle upon Tyne oraz hrabstwach Northumberland i Durham.

## Nagrody
Pierwszy odcinek siódmego sezonu serialu Gently with the Women zdobył w 2016 r. nagrodę Nagrodę im. Edgara Allana Poego, przyznawaną przez Mystery Writers of America, w kategorii „Najlepszy odcinek serialu telewizyjnego”.

## Obsada
- Martin Shaw – inspektor George Gently
- Lee Ingleby – sierżant, potem detektyw John Bacchus
- Simon Hubbard – konstabl Taylor
- Lisa McGrillis – sierżant Rachel Coles (serie 6–8)
- Tom Hutch – konstabl Tom Reynolds (serie 4–8)
- Helen Coverdale – WPC 630 (serie 4–7)
- Seán McGinley – China (Pilot)
- Tony Rohr – China (serie 1–4)
- Melanie Clark Pullen – Lisa Bacchus (serie 2–6)
- Katie Anderson – Leigh Ann Bacchus (serie 5–6)
- Annabel Scholey – Gemma Nunn (serie 7)

W mniejszych rolach i epizodach wystąpili m.in.: Richard Armitage, Tim McInnerny, Brendan Coyle, Clare Calbraith, Alison Steadman, Mark Williams, Robert Pugh.

## Spis odcinków
Pilot (2007)
1. Gently Go Man

sezon 1 (2008)
1. The Burning Man
2. Bomber's Moon

sezon 2 (2009)
1. Gently with the Innocents
2. Gently in the Night
3. Gently in the Blood
4. Gently Through the Mill

sezon 3 (2010)
1. Gently Evil
2. Peace and Love

sezon 4 (2011)
1. Gently Upside Down
2. Goodbye China

sezon 5 (2012)
1. Gently Northern Soul
2. Gently with Class
3. The Lost Child
4. Gently in the Cathedral

sezon 6 (2014)
1. Gently Between the Lines
2. Blue for Bluebird
3. Gently with Honour
4. Gently Going Under

sezon 7 (2015)
1. Gently with the Women
2. Breathe in the Air
3. Gently Among Friends
4. Son of a Gun

sezon 8 (2017)
1. Gently Liberated
2. Gently and the New Age